# High Heels (Film)
High Heels (Originaltitel: Tacones lejanos), auch als High Heels – Die Waffen einer Frau bekannt, ist ein  spanisches Filmmelodram aus dem Jahr 1991. Regie führte Pedro Almodóvar, der auch das Drehbuch schrieb. Die Hauptrollen spielten Victoria Abril und Marisa Paredes.

## Handlung
Die Kindheit von Rebeca ist alles andere als idyllisch. Sie fühlt sich zu ihrer egoistischen und egozentrischen Mutter Becky del Páramo hingezogen, während ihr tyrannischer Stiefvater sie völlig ablehnt. Eines Tages erfährt Rebeca, dass er ihre Mutter daran hindern will, ein Angebot in Mexiko als Sängerin anzunehmen. Rebeca vertauscht heimlich die Aufputschmittel des Stiefvaters mit seinen Schlaftabletten, um ihrer Mutter zu helfen. Kurz darauf fährt er, wahrscheinlich eingeschlafen, mit seinem Auto gegen einen Baum und stirbt. Befreit von ihrem Mann, nimmt sich Becky einen Liebhaber namens Manuel, lässt dann aber diesen und ihre Tochter Rebeca zurück in Spanien, um in Amerika Karriere zu machen.
15 Jahre später kehrt Becky, mittlerweile berühmt, nach Spanien zurück, wo sie von der nun erwachsenen Rebeca am Flughafen erwartet wird. Sie erfährt, dass Rebeca und Manuel geheiratet haben, und ist außer sich. Rebeca überredet ihre Mutter, sie trotzdem zu Hause zu besuchen, von wo alle drei zu einer Travestieveranstaltung mit dem Star „Femme Letal“ gehen, der ein perfekter Imitator ihrer Mutter ist. Rebeca besucht den Künstler in seiner Garderobe, und er gesteht Rebeca, dass er unsterblich in sie verliebt ist. Sie haben Sex, während ihre Mutter und Manuel nichtsahnend im Zuschauerraum warten.
Einige Tage später wird Manuel in seiner Wohnung erschossen. Es gibt drei Hauptverdächtige, die Manuel als letzte gesehen haben: Rebecas TV-Kollegin, die Manuels Geliebte war und kurz vor seinem Tod noch mit ihm geschlafen hatte, Rebecas Mutter Becky und Rebeca selbst. Alle drei leugnen die Tat. Doch am Tag der Beerdigung gesteht Rebeca den Mord öffentlich in ihrer Fernsehshow und wird ins Gefängnis gebracht. Dann widerruft sie ihr Geständnis vor dem Untersuchungsrichter, verwickelt sich aber in Widersprüche. Die Tatwaffe ist nicht aufzufinden, die Beweislage unsicher. Im Gefängnis erfährt Rebeca, dass sie schwanger ist. Kurz darauf wird sie auf Betreiben des Untersuchungsrichters entlassen, der sich kurz darauf als identisch mit dem Travestiekünstler Femme Letal, dem Vater ihres Kindes, entpuppt.
Becky hat im Gefängnis von Rebeca erfahren, dass sie ihr damals durch das Vertauschen der Tabletten die Karriere ermöglicht hatte. Sie erleidet auf der Bühne einen Herzinfarkt. Auf der Intensivstation erfährt sie von Rebeca, dass sie auch Manuel getötet hat, und entschließt sich, Rebecas zweiten Mord auf sich zu nehmen. Auf dem Sterbebett gibt Rebeca ihr die Tatwaffe in die Hand, damit sie durch Beckys Fingerabdrücke zum Beweisstück wird. Becky legt ihr falsches Geständnis ab, beichtet dies aber gleich dem Pfarrer, der ihr deswegen die Absolution versagt.
So gibt Becky ihrer Tochter die Möglichkeit, ungestraft ein „normales“ Leben in Freiheit zu führen, und beweist ihr auf diese Weise, dass sie Rebeca liebt.

## Rezeption
Der Film kam am 23. Oktober 1991 in die spanischen Kinos, wo er 870.728.432 Pesetas einspielte. Der deutsche Kinostart war der 12. März 1992. Später erschien er auch auf Video und DVD. In den USA, wo der Film am 20. Dezember 1992 startete, betrug das Einspielergebnis 1,71 Millionen US-Dollar.

## Kritiken
Die Zeitschrift VideoWoche schrieb, Pedro Almodóvar, „der Meister grellbunter, vielschichtig-abgründiger Charaktere“, präsentiere „die Geschichte eines Mutter-Tochterkonflikts“. Die Hassliebe zwischen Mutter und Tochter finde in für Almodóvar typischem, „gewohnt schrillem Ambiente der Großstadt“ statt.
Der renommierte US-amerikanische Filmkritiker Roger Ebert schrieb in der Chicago Sun-Times, High Heels sei ein Film voller Farben und Leben. Obwohl dies „dumm“ sei, habe Ebert den Film, „ein ironisches, unwahrscheinlich fröhliches Melodrama“, genossen. Ebert meinte, Almodóvar könne von Rainer Werner Fassbinder und Douglas Sirk und die Darstellerinnen von Joan Crawford und Bette Davis beeinflusst worden sein.

## Auszeichnungen
Der Film war 1992 für den Golden Globe als Bester fremdsprachiger Film nominiert, musste sich aber dem deutschen Film Hitlerjunge Salomon von Agnieszka Holland geschlagen geben. Den französischen Filmpreis César gewann High Heels als Bester ausländischer Film.
Für den Goya, den wichtigsten spanischen Filmpreis, war der Film in den Kategorien Beste Kostüme, Bester Schnitt, Beste Maske, Bester Ton und Beste Nebendarstellerin (Cristina Marcos) nominiert, konnte aber keine der Nominierungen in Preise umsetzen. Den Preis der Spanish Actors Union gewann Marisa Paredes für die Beste Hauptdarstellung in einem Spielfilm. Sie erhielt auch den Sant Jordi Award und die Darstellerpreise auf den Festivals Gramado Film Festival und Cartagena Film Festival. Auf dem Cartagena Film Festival wurde der Film auch als Bester Film ausgezeichnet, auf dem Gramado Film Festival auch für die Beste Regie und die Beste Musik.